# 中央财经大学
中央财经大学（英語：Central University of Finance and Economics），简称中央财大或央財，中财，是所位于中国北京市的高校，为中华人民共和国教育部直属“211工程”高校，是优势学科创新平台项目高校之一，2012年4月成为首个被国家教育部、国家财政部、北京市共建高校，2017年9月被列入国家双一流计划一流学科建设高校。
中央财经大学追溯于1949年的中央税务学校，历经中央财政学院、中央财经学院、中央财政金融学院等发展阶段，最终定名为现在的中央财经大学。

## 学校历史

该校老版校徽

### 早期
中华人民共和国在北京建立政权伊始，当时的中共领导人陈云提议建立一家有财政、税务、会计、审计等专业的大专院校。由此，中央财经大学的前身——中央税务学校于1949年11月6日在北京建立。
1952年，中国进行了高等院校调整工作，北京大学、燕京大学、清华大学、辅仁大学的财经系科并入了中央财政学院，同时，该校更名为“中央财经学院”，并直接由中国高教部领导；后来又改为由中国财政部、中国人民银行共同领导，校名也再次更换为“中央财政金融学院”。
该学校在文革期间处于停办的状态，校舍也被北京卷烟厂占有；直到文革之后复校时才收回，现在学校当中还可以看到部分文革遗迹。

### 改革开放后
1978年2月，学校复校，并由财政部一家领导。
1996年5月16日，学校再度更名，“中央财经大学”宣告成立，也使学校从单纯的财经类院校，慢慢的向以财经专业为主，以财经相关的分支专业为辅的财经综合类高校转变。1999年10月29日，时任中共中央总书记、中华人民共和国主席的江泽民为该校50周年校庆题词：“努力办好中央财经大学，为现代化建设输送高质量管理人才”。
学校现为211工程大学，2006年12月入选首批985“优势学科创新平台”，是进入首批985平台建设的5所院校中唯一财经类高校並參與央視財經50指數編制。2007年1月，入选国家建设高水平大学公派研究生项目，是首批入选的46所高校中唯一的财经类高校。

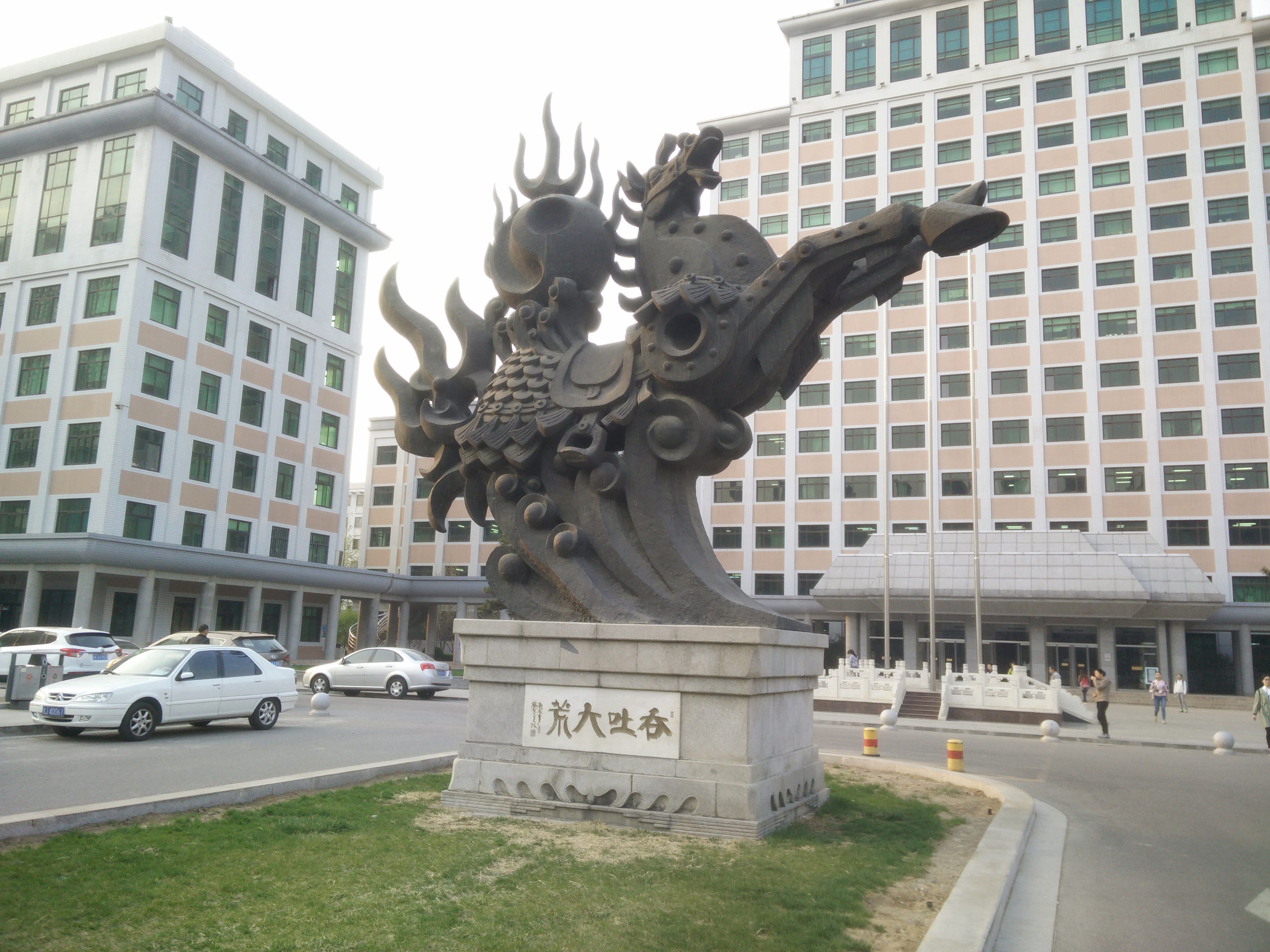
中央财经大学“吞吐大荒”雕塑

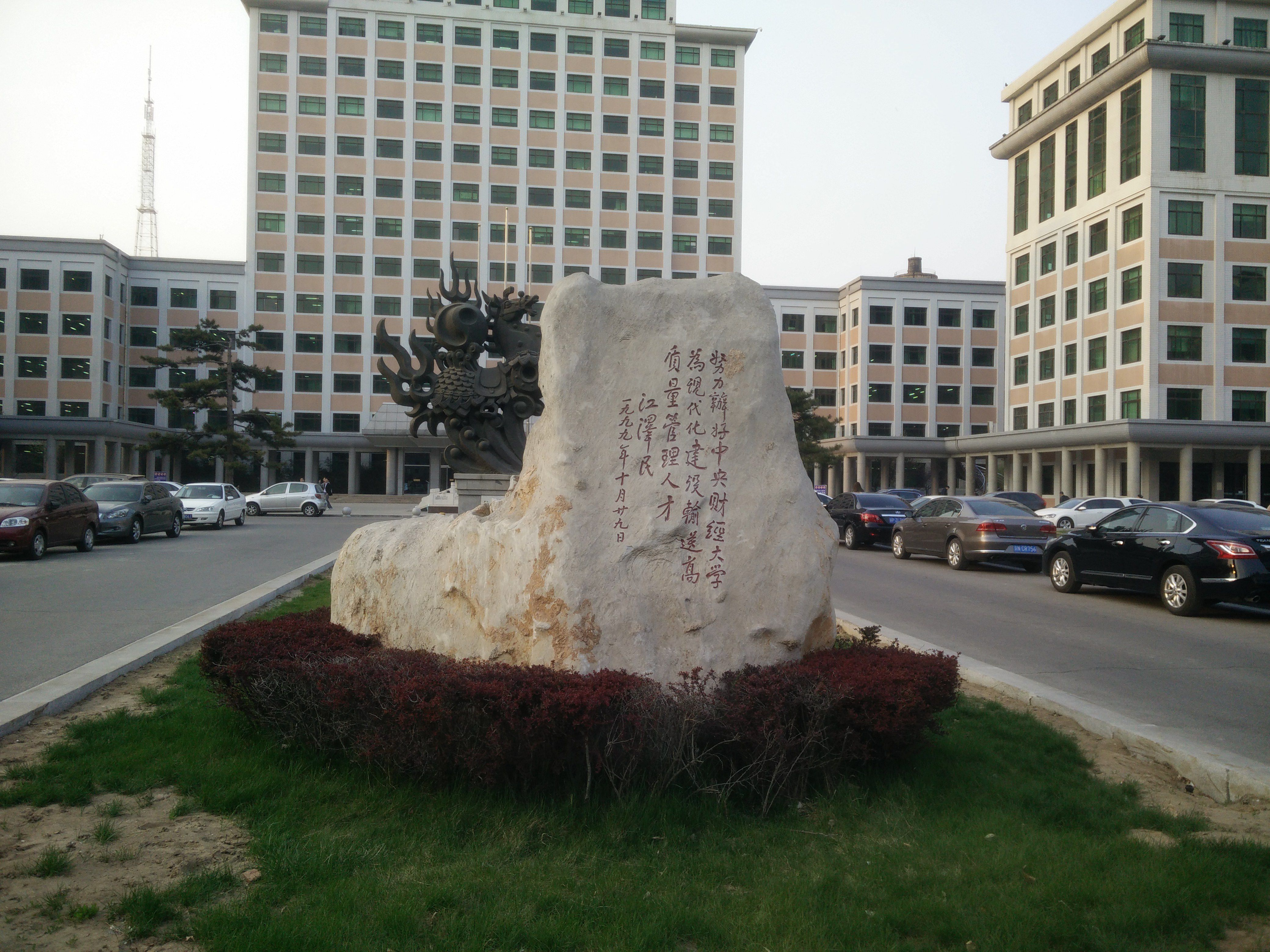
中央财经大学建校50周年江泽民题字：“努力办好中央财经大学，为现代化建设输送高质量管理人才”

2009年7月6日，中央财经大学宣布以该校标志性雕塑“吞吐大荒”为设计核心的新版校徽正式启用，以取代使用多年的老版校徽。2009年10月17日，该校举办庆典，庆祝中央财经大学建校60周年。

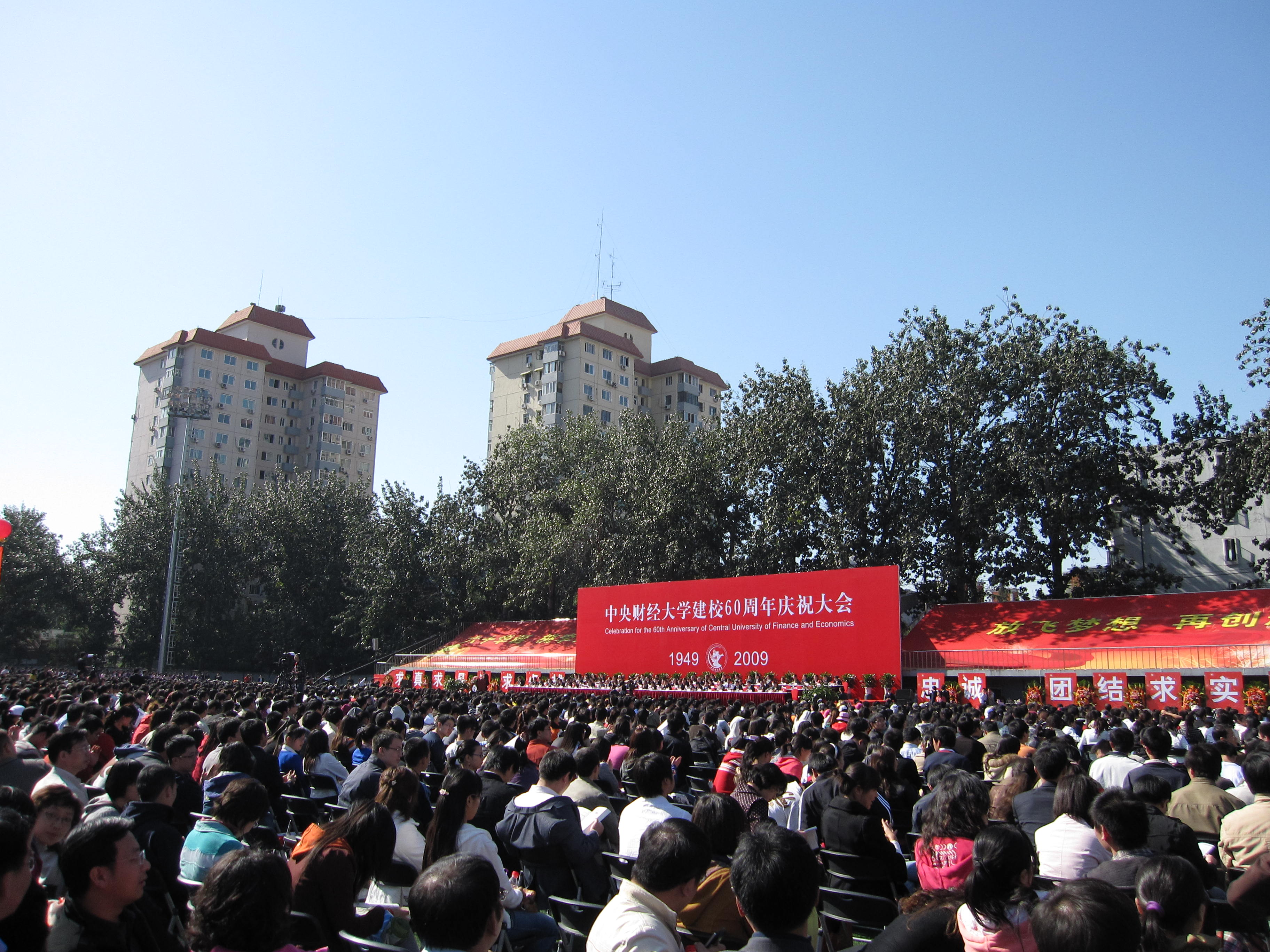
中财校庆现场

2011年9月，该校获批研究生院。也是首批拥有研究生院的五所财经高校之一。
2017年9月被列入国家双一流计划一流学科建设高校，建设学科为一级学科“应用经济学”，是唯一入选建设该学科且非自定的财经高校（其余两所为北京大学、中国人民大学）。

### 今日
截至2013年9月，全校事业编制教职工1563人，其中专任教师1061人。教授230人，占专任教师总数的21.68%，副教授374人，占专任教师总数的35.25%；具有博士学位者695人，占专任教师总数的65.50%。学校现有全日制学生14827人，其中，本科生9800人，硕士研究生3997人，博士研究生615人，留学生415人。
该校目前拥有49个本科专业、8个国家特色专业建设点和7个北京市特色专业建设点；拥有11个国家重点学科（一级学科国家重点学科1个、二级学科国家重点学科1个）、以及工商管理一级学科、统计学、政治经济学、世界经济、交叉学科经济信息管理等北京市一级二级重点学科；拥有应用经济学、理论经济学、工商管理、统计学一级学科博士学位授权，38个博士学位授权点，77个硕士学位授权点和11个专业学位授权点；拥有北京市级以上精品课程17门，曾获得5项国家级教学成果奖和21项北京市教学成果奖。拥有应用经济学、理论经济学、工商管理、统计学、马克思主义哲学5个博士后科研流动站；拥有国家“优势学科创新平台”首批5个试点项目之一。

## 校园

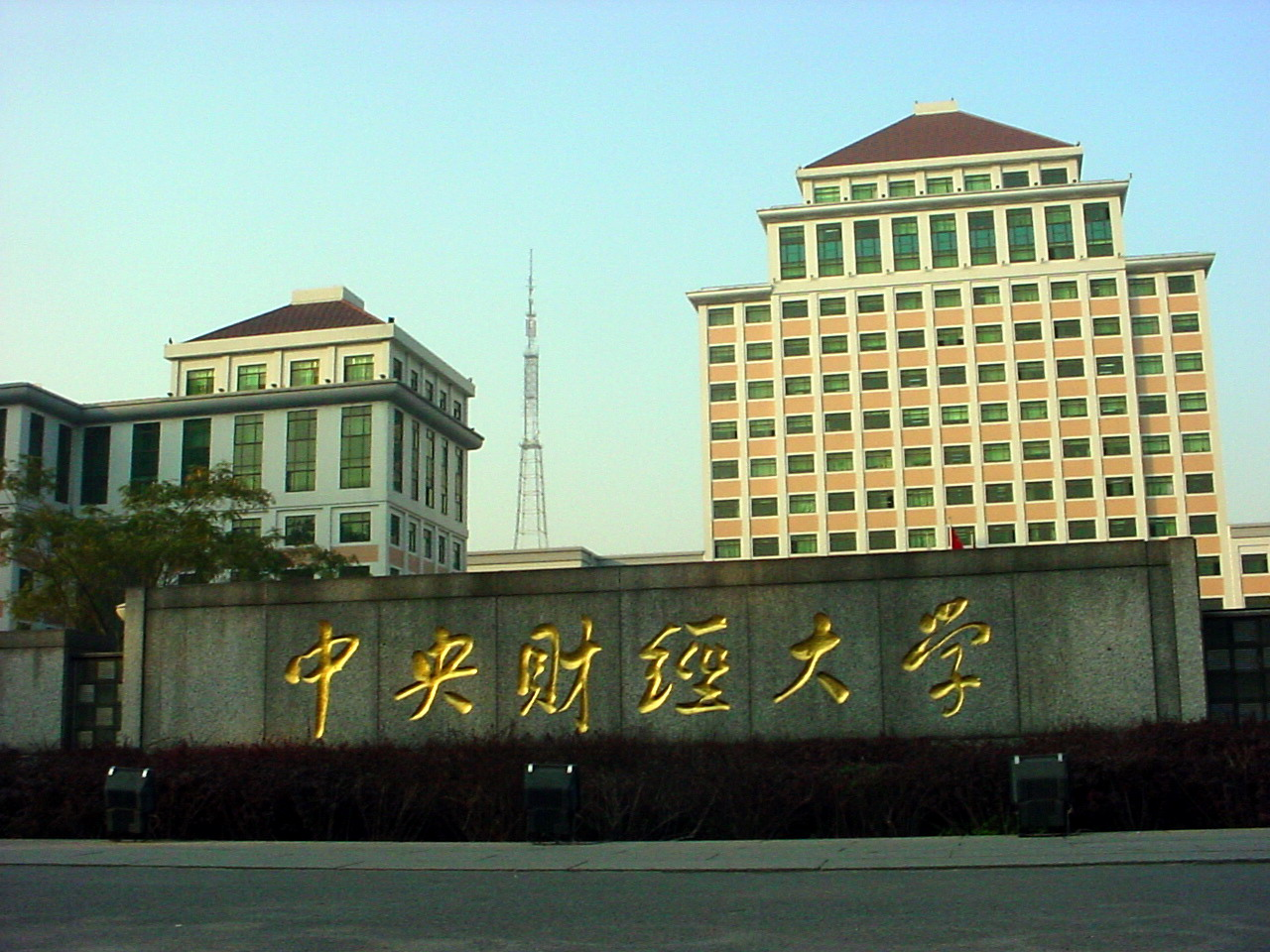
中央财经大学主教学楼

该校设有沙河校区及学院南路校区作为教学科研办公使用，西山校区作为对外培训使用，清河校区作为职工宿舍使用。由于校舍面积有限，在中央财经大学沙河校区启用前曾于2007年至2009年在海淀区上庄镇设立本科一年级分部，也曾使用清河分部进行教学。

### 学院南路校区

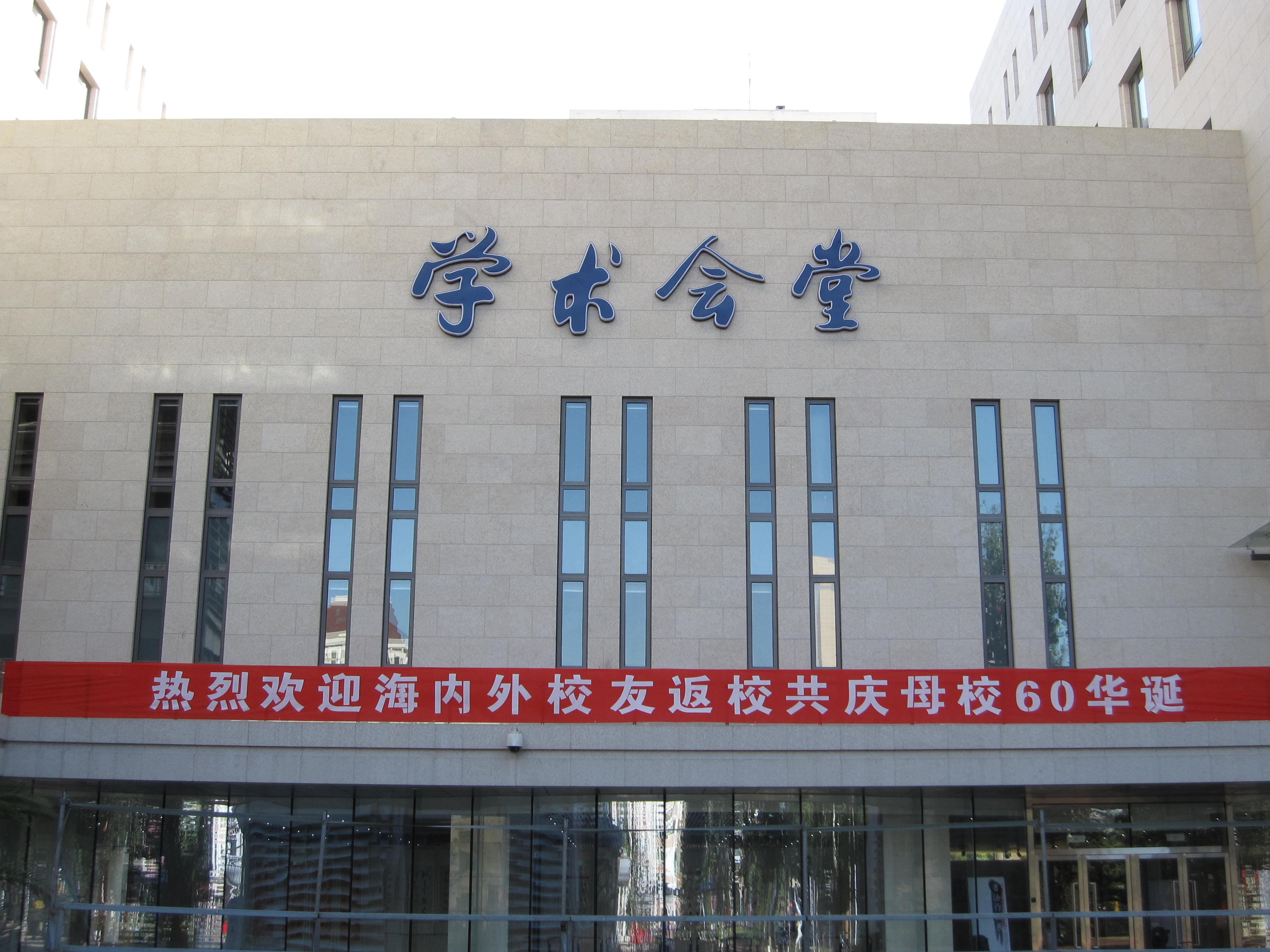
中央财经大学新综合楼

学院南路校区原设有“专家宾馆”，经过重新装修，现仍对外营业。学校内另有打印、小卖部、书报亭、公用电话等服务场所，但公共服务设施还是相对稀缺。
学院南路校区紧邻北京交通大学，周边有中国政法大学研究生院、中国农业科学院、北京理工大学、北京外国语大学、北京邮电大学、北京师范大学等高等学府。
学院南路校区内设有一座主教学楼、一座电教楼和一座行政楼，可满足基本教学和办公。教学楼北侧设有两座食堂楼和图书馆。东侧为小区内的老式平房，该校的MBA中心和中国保险精算研究院均设立在此。西侧是体育场，其中包含一个标准田径／足球场，另外还有6个露天篮球场和两个网球场。该校曾在2007年中重新整修体育场，并于2007年11月完工并交付使用，完工后的体育场带有标准塑胶跑道和人工草皮足球场；地下为停车场。
学院南路校区设有五座学生宿舍楼、研究生宿舍区和留学生公寓等宿舍楼，其中5座学生宿舍楼分别以学1~学5命名，除学5楼（研究生宿舍）外，条件比较简陋，一般为6~8人间，没有独立卫浴，洗澡必须到学校东侧的公共浴室；为解决学生住宿问题，该校在校外也租有宿舍供研究生和部分本科一年级学生使用，命名为学6~学8。2006年，该校在附近的北京城建属地租得部分楼宇的使用权，暂时缓解了学院南路校区的压力。留学生公寓条件较好，配备了独立卫浴和厨房，以及电视、冰箱、空调和互联网接入等设备。
该校在学院南路校区西南侧设有综合大楼，名为“中财大厦”。该楼东侧部分为融金中财大酒店；西侧部分为研究生宿舍楼及各类仿真实验室，于2007年8月底竣工并投入使用。学院南路校区东南角原设有停车场和车队办公处，后拆除并建设了“学术会堂”综合楼，已于2009年10月启用。

### 沙河校区
为了适应办学的需求，中央财经大学与北京市政府和教育部签订了一系列协议，在北京市昌平区沙河地区顺沙路与南丰路口（地铁昌平线沙河高教园站）设立新校址，并于2009年9月8日正式投入使用，第一批有约4,500名新生入驻。
2017年6月20日下午，中央财经大学沙河校区发生一起凶杀案，一名校外男子在杀死一名该校的女研究生后自杀。

## 校长
- 李予昂（1949.11－1952.6）
- 陈岱孙（1952.8－1953.8）
- 王绍鳌（1952.8－1955.8）
- 胡立教（1955.8－1956.9）
- 安志成（1957.9－1959.4）
- 贝仲宁（1960.8－1961.5）
- 陈如龙（1964.10－1966.5）
- 戎子和（1978.6－1983.8）
- 陈菊铨（1983.8－1985.11）
- 王柯敬（1992.9－2003.6）
- 王广谦（2003.7－2017.9）
- 王瑶琪（2017.9－2023.1）
- 马海涛（2023.4－）

## 下设院系
截至2017年，中央财经大学的院系设置如下：
- 财政税务学院
- 金融学院
- 会计学院
- 保险学院、中国精算研究院
- 统计与数学学院、数学教学部
- 国际经济与贸易学院
- 经济学院
- 商学院、MBA教育中心
- 管理科学与工程学院
- 政府管理学院
- 体育经济与管理学院
- 法学院
- 社会与心理学院
- 马克思主义学院
- 文化与传媒学院
- 外国语学院
- 信息学院
- 财经研究院 
  - 北京财经研究基地
- 国防经济与管理研究院
- 中国财政发展协同创新中心
- 国际文化交流学院
- 继续教育学院 
  - 继续教育工作管理办公室 
  - 网络教育学院 
  - 培训学院
- 经济学与公共政策优势学科创新平台 
  - 中国经济与管理研究院 
  - 中国金融发展研究院 
  - 中国公共财政与政策研究院 
  - 人力资本与劳动经济研究中心
- 北京学院

## 校友
- 田纪云：中央政治局委员，国务院副总理
- 王丙乾：原财政部部长，全国人大常委会副委员长
- 王光英：原全国人大常委会副委员长
- 戴相龙：全国社会保障基金理事会党组书记、理事长，中国人民银行原行长、原天津市市长
- 金人庆：国务院发展研究中心副主任（正部长级），原中国财政部部长
- 李金华：第十一届中国人民政治协商会议全国委员会副主席、原中国财政部国家审计署审计长
- 樊晡生：中国人民银行党委书记（正部长级）
- 段晓兴：中国人民银行党组成员、行长助理，华夏银行行长
- 史纪良：中国农业银行行长、银监会副主席
- 陈剖建：天安集团董事长
- 段方晓：瑞泰集团副总裁
- 缪建民：中国人寿副总经理人寿资产董事长
- 冯知杰：中国人寿财险副总经理
- 王启人：中共驻澳门特别行政区联络办公室主任
- 李克穆：中国保监会党委副书记、副主席
- 骆玉林：青海省常务副省长
- 穆虹：中国国家发改委副主任、原广西壮族自治区人民政府副主席
- 丁燕生：中银香港及中银香港（控股）有限公司副总裁
- 汪晓峰：金信信托董事长
- 宫少林：招商银行副行长招商证券董事长
- 牛锡明：交通银行行长[13]、原中国工商银行副行长
- 陶礼明：中国邮政储蓄银行总行行长
- 魏东：已故涌金公司原总裁
- 王成铭：中央金融工委副书记
- 叶一新：中国银行澳门分行总经理
- 孙志强：解放军总后勤部副部长、财务部长、总后勤部党委委员、十六届中央委员
- 刘嘉德：人寿股份副总裁
- 乔伟：原交通银行副行长
- 沈若雷：原工行上海分行行长，现花旗人寿董事长
- 邵淳：原华夏证券总裁
- 金建栋：国泰君安总裁
- 李东荣：中国人民银行党委委员、副行长
- 侯凯：中纪委常委，审计署副审计长
- 余蔚平：财政部党组成员、部长助理
- 翟熙贵：原审计署副审计长
- 程法光：原国家税务总局副局长
- 杨凌隆：中央财经领导小组办公室副主任
- 丁先觉：国务院金融理事会主席
- 范巍：国务院重点金融机构监事会主席
- 魏礼江：国务院重点金融机构监事会主席
- 高瑞科：湖北省人民政府原副省长
- 谭丽霞：海尔集团副总裁财务总监
- 戴凤举：中国再保险集团原董事长、总经理
- 庞盼盼：体操世界冠军
- 李霏：北京时代峰峻文化艺术发展有限公司老板；现用名李飞